# 国鉄タキ23700形貨車
国鉄タキ23700形貨車（こくてつタキ23700がたかしゃ）は、かつて日本国有鉄道（国鉄）及び1987年（昭和62年）4月の国鉄分割民営化後は日本貨物鉄道（JR貨物）に在籍した私有貨車（タンク車）である。

## 概要
本形式は、石油類専用の30t 積タンク車として1972年（昭和47年）10月31日から1973年（昭和48年）2月13日にかけて13両（タキ24700 - タキ24712）が、日本車輌製造の1社のみでタキ3000形を種車として改造製作された。
旧車番と新車番の対応は以下の通りである。
タキ23082（1972年10月31日改造）→タキ23700
タキ23083（1972年11月14日改造）→タキ23701
タキ23087（1972年10月31日改造）→タキ23702
タキ23088（1972年11月14日改造）→タキ23703
タキ23090（1972年12月8日改造）→タキ23704
タキ23091（1972年11月14日改造）→タキ23705
タキ23100（1973年2月13日改造）→タキ23706
タキ23104（1972年10月31日改造）→タキ23707
タキ23108（1972年10月31日改造）→タキ23708
タキ23110（1972年11月14日改造）→タキ23709
タキ23111（1972年10月31日改造）→タキ23710
タキ3464（1973年2月2日改造）→タキ23711
タキ13006（1973年2月13日改造）→タキ23712
所有者は、日本石油輸送の1社のみでありその常備駅は当初は各地に分散配置されたが次第に北海道内の配置が増えていった。
1979年（昭和54年）10月より化成品分類番号「燃31」（燃焼性の物質、引火性液体、危険性度合2（中））が標記された。
改造に際して現行のタンク体内部に容器を新設する二重壁方式が採用された。このためタンク体鏡面に大型マンホールが設置され、断熱材にはポリウレタンが使用された。
荷役方式は、タンク上部のマンホールからの上入れ、吐出管からの下出し方式である。
車体色は黒色、寸法関係は全長は14,300mm、全幅は2,550mm、全高は3,877mm、台車中心間距離は10,200mm、実容積は34.0m3、自重は19.6t、換算両数は積車5.0、空車2.0であり、台車はベッテンドルフ式のTR41Cである。
1987年（昭和62年）4月の国鉄分割民営化時には2両（タキ23704, タキ23711）がJR貨物に継承されたが、1989年（平成元年）12月に廃車となり同時に形式消滅となった。